# Hedychium gomezianum
Hedychium gomezianum är en enhjärtbladig växtart som beskrevs av Nathaniel Wallich. Hedychium gomezianum ingår i släktet Hedychium och familjen Zingiberaceae. Inga underarter finns listade i Catalogue of Life.